# Heliophisma varians
Heliophisma varians är en fjärilsart som beskrevs av Paul Mabille 1897. Heliophisma varians ingår i släktet Heliophisma och familjen nattflyn. Inga underarter finns listade i Catalogue of Life.